# Bathytropa granulata
Bathytropa granulata är en kräftdjursart som beskrevs av Gustave Aubert och Dollfus 1890. Bathytropa granulata ingår i släktet Bathytropa och familjen Bathytropidae. Inga underarter finns listade i Catalogue of Life.